# FK962
FK962是一种有机化合物，可用作體抑素释放的促进剂。它可以刺激神经生长和神经突伸长，并已在动物模型中进行了研究，在阿茲海默症和视神经病变等疾病的治疗上具有潜在应用。